# Aki Ulander
Aki Ulander (ur. 29 grudnia 1981 r. w Oulu) – fiński koszykarz.